# الدون هوک
الدون هوک (انگلیسی: Eldon Hoke; ۲۳ مارس ۱۹۵۸ – ۱۹ آوریل ۱۹۹۷) موسیقی‌دان اهل ایالات متحده آمریکا بود. وی بین سال‌های ۱۹۷۴ تا ۱۹۹۷ میلادی فعالیت می‌کرد.